# Правни системи
Правним системом се, по Радомиру Лукићу, назива од правне науке, логички сређена и непротивречна целина општих правних норми, које се све држе међусобно и зависе једна од друге .
Елементи правног система су:
1. правна установа или правни институт - скуп правних норми које се односе на један исти друштвени однос или њихову групу, а које се заснивају на истим основним начелима, тј. које чине саставни део неке више целине.
2. правна грана - скуп више правних установа које регулишу низ сродних врста друштвених односа по истим начелима. У правној грани су правне установе међусобно смисаоно повезане, тако да се правна грана може сматрати подсистемом у правном систему као целини. Уколико посебни делови у оквиру једне правне гране толико нарасту да је потребна специјализација правника, правна грана неминовно прераста у породицу правних грана (као што је то нпр. Грађанско право).
3. правна област - правне гране се групишу у правне области које су највиши елементи правног система. Најзначајније правне области су: унутрашње и међународно право, јавно и приватно право, материјално и формално право, државно и аутономно право.

У свету постоји пуно националних (државних) правних система. Сваки од тих конкретних националних правних система има своје специфичности, али и одређених сличности, па се на основу њих групишу у тзв. велике правне системе. Најзначајнији су:
1. Европско-континентални правни систем, одн. грчко-романско-германска правна породица;
2. Англосаксонски правни систем, одн. англоамерички правни систем;
3. Социјалистички правни систем;
4. Исламско право, одн. шеријатско право;
5. Хинду правни систем;
6. Кинески правни систем;
7. Јапански правни систем.